# 洞嘎镇
洞嘎镇是中国西藏自治区朗县下辖的一个镇，位于县境东部，人口2197人。下辖7个村委会：聂村、达木村、嘎贡村、滚村、卓村、扎西塘村、堆村。